# Николаева, Эльвира Ивановна
Николаева Эльвира Ивановна (22 октября 1931, Кызыл-Орда, Казахская ССР — 26 апреля 2013, Северодвинск, Российская Федерация) — член-корреспондент Международной Академии наук педагогического образования, кандидат педагогических наук, профессор гуманитарного института САФУ имени М. В. Ломоносова в г. Северодвинске.

## Биография
Родилась в семье инженерно-технической интеллигенции. Детские и юношеские годы связаны с переездами отца военного инженера (Россия, Казахстан, Узбекистан). Общее среднее образование завершила в 1948 г. (Узбекистан). В 1952 году окончила Ташкентский юридический институт по специальности «юрист». В 1958 г. — факультет русского языка и литературы Ташкентского государственного педагогического института имени Низами по специальности «Учитель русского языка и литературы».
Трудовую деятельность начала в 1952 году учителем русского языка и литературы сельской школы (с. Троицкое, Узбекистан). В качестве учителя, а затем завуча школы работала 17 лет. Принимала участие в разработке и реализации Государственной программы перехода начальных классов школ СССР на трехлетнее обучение в аспекте содержания и методов освоения программы обучения русскому языку (1967).
В 1968 году начала новый жизненный этап — научно-исследовательскую деятельность в Узбекском НИИ педагогических наук им. Кары-Ниязова (г. Ташкент). Научные интересы определила совместная научная работа с сектором начального обучения НИИ Содержания и методов обучения АПН ССР (Москва) по переходу начальных классов на новое содержание образования. Научный потенциал исследователя складывался под воздействием известных ученых в области начального школьного образования (проф. Н. С. Рождественского, проф. Г. А. Фомичевой, проф. Н. Н. Светловской, к.п.н. М. С. Васильевой, члена-корреспонденции А. Р. Кадырова и мн. других). На базе проведенных научных исследований была защищена кандидатская диссертация «Формирование знаний Родине у учащихся 1-3 классов школ Узбекистана с русским языком обучения» (1972 г.).
Дальнейшая научно-педагогическая деятельность связана с проблемами обучения и воспитания младших школьников и подготовкой педагогических кадров в вузе. С 1978 г. по 1994 г. работала на факультете начальных классов Ташкентского госпединститута им. Низами. Заведовала кафедрой русского языка и методики его преподавания в начальных классах. Получила ученые звания доцента (1981 г.) и профессора (1991 г.). Вела активную научно-исследовательскую работу и плодотворную издательскую деятельность по подготовке учебно-методической литературы для русскоязычных школ Узбекистана; педагога-публициста; автора и ведущего учебных телепрограмм для учителей начальных классов. Работала с аспирантами (4 защиты кандидатских диссертаций). Руководила в Узбекистане одним из перспективных научных направлений 70-80 гг. — подготовка детей, слабо владеющих русской разговорной речью, к обучению на русском языке. Принимала участие в разработке Государственной программы подготовки нерусских детей шестилетнего возраста к обучению в начальных классах русских школ (70-е гг.); Программы Министерства просвещения УзССР по проблеме интенсификации обучения учащихся национальных групп русскому языку в педагогических училищах Узбекистана (1989). Возглавляла Учебно-методический совет по начальным классам (русский язык) при Министерстве просвещения УзССР.
В октябре 1994 года в связи с переездом в Архангельскую область возглавила кафедру педагогики в Северодвинском гуманитарном институте Поморского Международного педагогического университета им. М. В. Ломоносова (позже — Северодвинский филиал Поморского государственного университета им. М. В. Ломоносова, затем гуманитарный институт Северного Арктического федерального университета имени М. В. Ломоносова в г. Северодвинске). За этот период научно-педагогической детальности под руководством проф. Николаевой Э. И. защищено 5 кандидатских диссертации. Ведется разработка темы «Региональный компонент в контексте содержания начального школьного образования (русский язык)». В рамках темы разработан проект «Морянка».

## Награды
- Медаль «Ветеран труда» (1989)

Профессиональные почётные звания:
- Заслуженный работник высшей школы РФ (21.09.2002)
- Отличник народного образования УзССР (1970.)
- Отличник просвещения СССР (1981.)

## Список публикаций
- Расширение представлений учащихся о Родине // Начальная школа. 1972. № 16;
- Эстетическое воспитание на уроках чтения / / Начальная школа. 1973. № 3;
- Методические указания к урокам русского языка в подготовительных классах Узбекистана. Ташкент, 1977;
- Учебно-воспитательный процесс в подготовительных классах Узбекистана. Ташкент, 1979;
- Методическое руководство к учебному пособию по русскому языку для подготовительных классов школ УзССО с русским языком обучения. Ташкент, 1981;
- Азбука: Учеб. пособие для нулевых классов школ и подготовительных групп детских садов, работающих в условиях пятидневной учебной недели. Ташкент, 1983;
- Новое пособие по методике развития речи // Дошкольное воспитание. 1985. N21;
- Детская литература Узбекистана на уроках чтения в начальных классах (язык обучения — русский). Ташкент, 1990;
- Пособие по развитию русской речи для национальных групп педагогических училищ У зССР. Ташкент, 1991; Активизация учебной деятельности студентов на практических занятиях по методике русского языка // Сб. научных трудов ТГПИ. Ташкент, 1993;
- Книга для чтения по русскому языку: Учеб. пособие по русскому языку для национальных групп педагогических училищ. Ташкент, 1995
- Актуальные проблемы методики обучения чтению в начальных классах / Под ред. М.с. Васильевой, М. И.омороковой, Н. Н. СветловскоЙ. М., 1977. С. 21 — 23;
- Наука Поморья: Справочник 1 Отв. ред. Е. В. Кудряшова. Архангельск, 2002. С. 253.
- Э. И. Николаева, И. Ф. Полякова, Е. В. Михайленко, И. П. Панфилова, Г. В. Михеева:- Региональный компонент к контексте содержания начального школьного образования. — Архангельск: Изд-во ПГУ, 2006.
- Э. И. Николаева. Средства приобщения младших школьников к региональной культуре /Вестник СЗО РАО, Академические чтения. Вып.4. — С-Пб. — Архангельск: ПГУ, 2004. — С.101-106,
- Э. И. Николаева, И. Ф. Полякова / Морянка. — Сб. материалов о Русском Севере (для чтения в начальных классах). — Архангельск: АО ИППК РО, 1997 г.
- Э. И. Николаева, И. Ф. Полякова / Морянка. Хрестоматия о Русском Севере для чтения в начальных классах. Издание 2-е, переработанное и дополненное. — Архангельск: ПГУ, 2005. — 218 с.
- Э. И. Николаева, И. Ф. Полякова, Раменский О. Е.:Детская литература Баренц — региона. Хрестоматия. Учебное пособие.- Архангельск: ПГУ, 2006.
- Национально-региональный компонент содержания образования: опыт, решения, поиски. // Сб. материалов научно-практической конференции. Под науч. ред. * Э. И. Николаевой. — Архангельск: АО ИППК РО, 2005. — 123с.
- Грант СЗО РАО — Проектирование содержания НРК обучения русскому языку, чтению в начальной школе
- Грант РГИФ — Моделирование оптимальной сочетаемости федерального и регионального компонентов содержания образования в контексте программ начальной школы.